# Gradac (Sjenica)
Gradac (Servisch cyrillisch Градац) is een plaats in de Servische gemeente Sjenica. De plaats telt 150 inwoners (2002).